# Bonvillars
Bonvillars je obec v západní (frankofonní) části Švýcarska, v kantonu Vaud, okrese Jura-Nord vaudois. Žije zde 505 obyvatel.

## Geografie

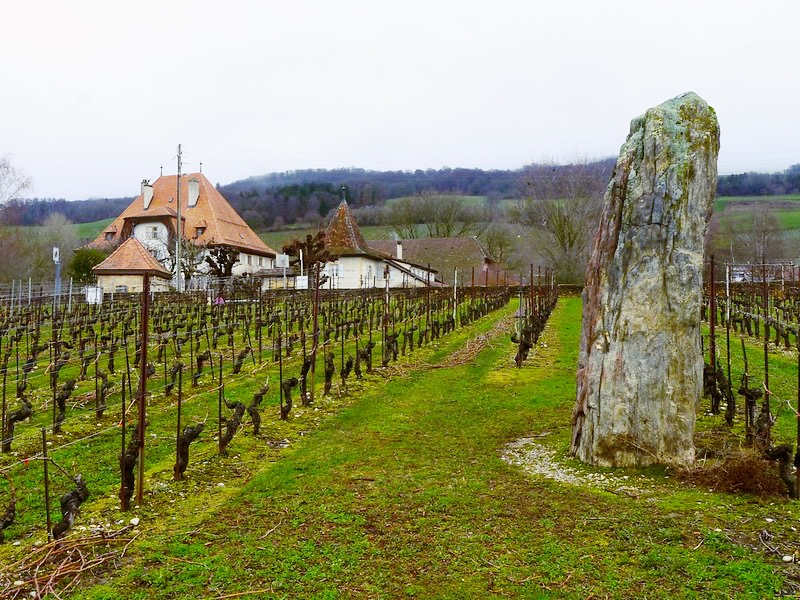
Menhir na okraji obce

Bonvillars leží v nadmořské výšce 475 m, vzdušnou čarou 7 km severoseverovýchodně od okresního města Yverdon-les-Bains. Zemědělská obec leží na jižním úpatí Jury, na úpatí hory Mont Aubert, asi 1,5 km od břehů Neuchâtelského jezera.
Území obce o rozloze 7,5 km² zahrnuje úzký úsek na západním břehu Neuchâtelského jezera, východně od ústí řeky Arnon. Území obce se táhne od plochého břehu jezera na sever přes nížinu řeky Arnon. Severně od obce se území rozprostírá v úzkém pásu přes částečně zalesněný, částečně loukami porostlý svah až k hřebenu Mont Aubert. Ten je s 1346 m n. m. nejvyšším bodem Bonvillars. Malá část obce leží severně od hřebene v povodí potoka La Vaux, který se u vesnice Vaumarcus vlévá do Neuchâtelského jezera. Na nižším jižním svahu Jury se nachází přírodní rezervace Chassagne. V roce 1997 tvořila 5 % rozlohy obce zastavěná plocha, 44 % lesy a lesní porosty, 50 % zemědělství a o něco méně než 1 % neproduktivní půda.
K obci Bonvillars patří několik samostatných zemědělských podniků na jižních svazích Jury (Les Vullierens) a na hřebeni Mont Aubert. Sousedními obcemi jsou Grandson na jihu, Champagne na jihovýchodě, Tévenon na východě, Provence na severu, Concise na severoseverovýchodě, Corcelles-près-Concise na severovýchodě a Onnens na východě.

## Historie

Letecký pohled (1949)

Přibližně 3 metry vysoký menhir v Bonvillars je nejvyšším monolitem ve Švýcarsku. Stojí na vinici jihozápadně od obce. V obci Bonvillars byly nalezeny stopy po římském sídlišti a zbytky hrobů z burgundského období. První písemná zmínka o obci pochází z roku 1100 a nese název Binvilar. Později se objevila řada dalších pravopisných názvů: Bonus vilar (1124), Binvillare (1148) a Bienvilar (1154). Název místa je odvozen z latinských slov bonus (dobrý) a villare (vesnice).
Od středověku patřil Bonvillars k panství Grandson, ale za šlechticů z Bonvillars (doložených od 12. století) tvořil do značné míry samostatnou správní jednotku s vlastním dvorem. Po roce 1476 se Grandson stal panstvím pod společnou nadvládou Bernu a Fribourgu. Po pádu Staré konfederace patřilo Bonvillars v letech 1798–1803 v období Helvétské republiky ke kantonu Léman, který byl poté po zprostředkování sloučen s kantonem Vaud.

## Obyvatelstvo
| Rok            | 1850 | 1880 | 1900 | 1910 | 1930 | 1950 | 1960 | 1970 | 1980 | 1990 | 2000 |
| Počet obyvatel | 470  | 484  | 515  | 463  | 424  | 353  | 270  | 274  | 299  | 317  | 344  |

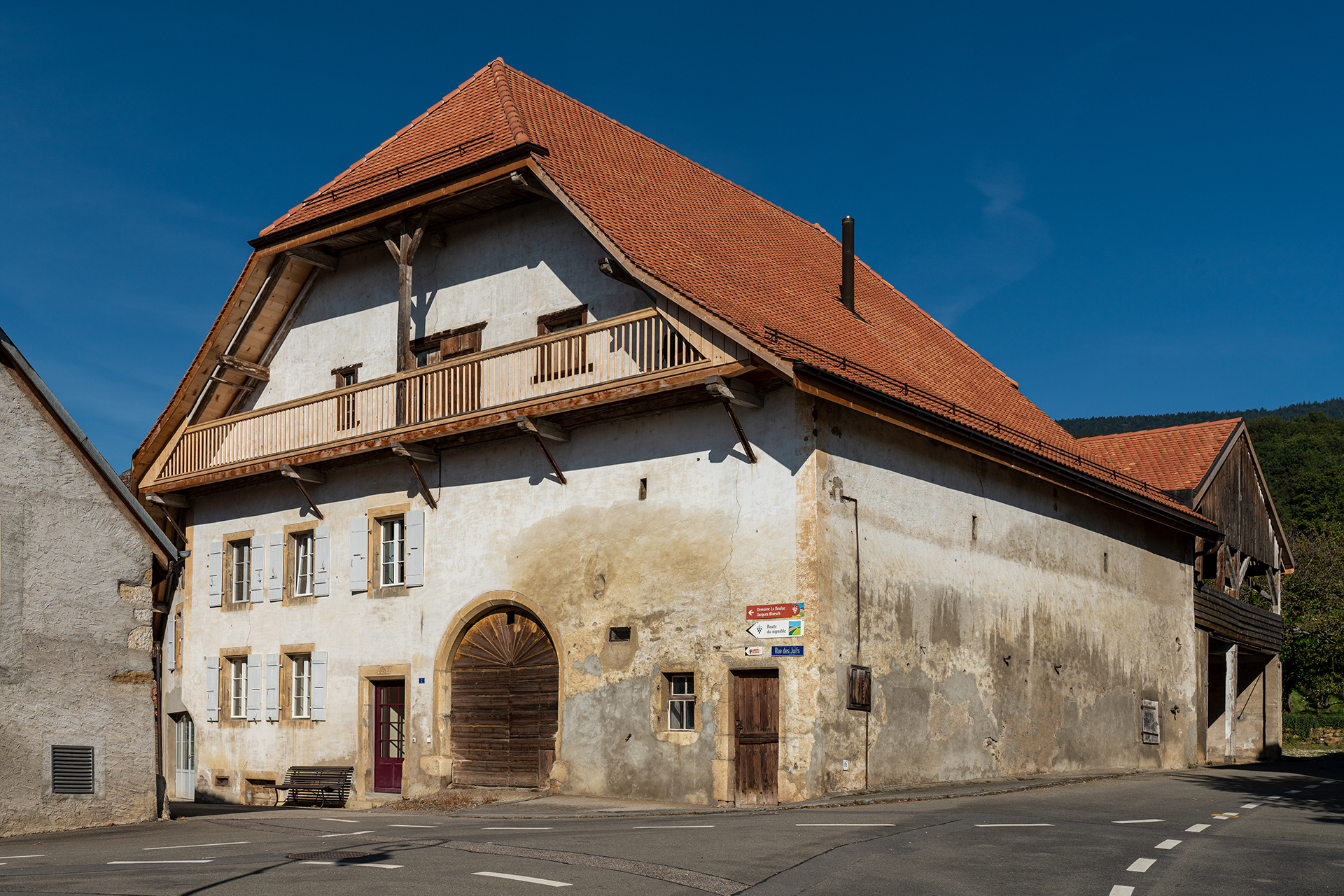
Tradiční architektura v obci

Z celkového počtu obyvatel je 95,9 % francouzsky mluvících, 2,3 % německy mluvících a 0,9 % italsky mluvících (k roku 2000). Ke švýcarské reformované církvi se ve stejném roce hlásilo 68,0 % obyvatel, k církvi římskokatolické 18,0 % obyvatel.

## Hospodářství
Bonvillars bylo dlouhou dobu vesnicí, která se vyznačovala především zemědělstvím. I v současnosti zde hraje důležitou roli vinařství (na svazích nad obcí), orná půda (v nížině Arnonu) a chov dobytka a produkce mléka (na jurských výšinách). V roce 1948 byly vybudovány sklepy, které slouží k uskladnění vína ze širokého okolí. Další pracovní místa jsou v několika řemeslných podnicích. Velké sklady společnosti Fabriques de tabacs réunies SA, postavené v roce 1973 a obchodující s tabákem, se nacházejí na hranici obcí Bonvillars a Onnens.

## Doprava
Obec má dobré dopravní spojení. Leží 1 kilometr od hlavní silnice č. 5 z Neuchâtelu do Yverdonu. Po otevření dálnice A5 (Yverdon–Neuchâtel) v květnu 2005 došlo v okolí obce ke znatelnému snížení intenzity dopravy. Nejbližší napojení na dálnici je vzdáleno asi 2,5 km od centra obce. Železniční trať z Yverdonu do Neuchâtelu byla slavnostně otevřena 7. listopadu 1859; na hranici obce se nachází železniční stanice Onnens-Bonvillars. Osobní vlaky v ní však již nezastavují, Bonvillars je napojeno na síť veřejné dopravy prostřednictvím linky Postbusu z Yverdonu do Gorgier.

## Fotogalerie

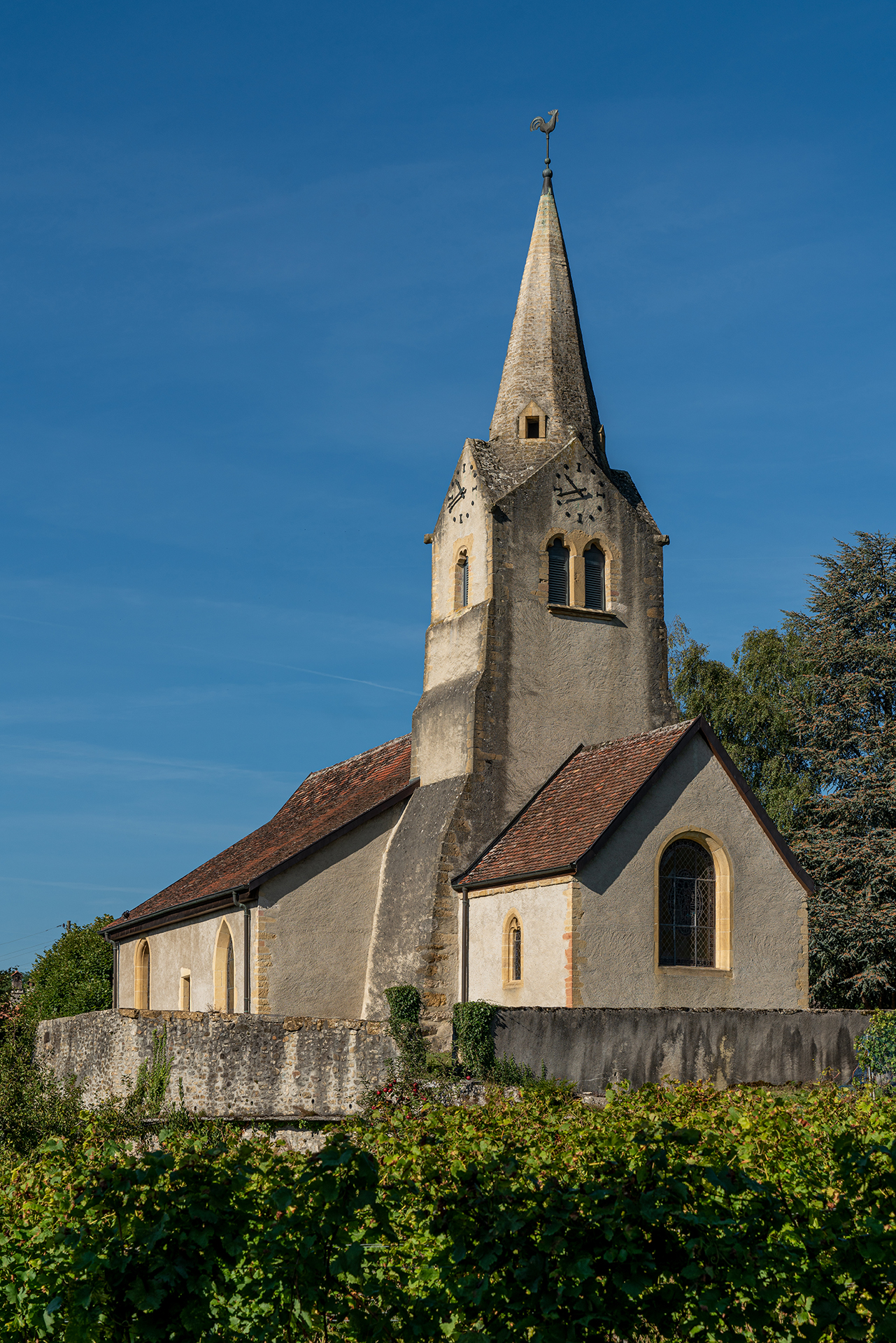
Kostel sv. Mikuláše
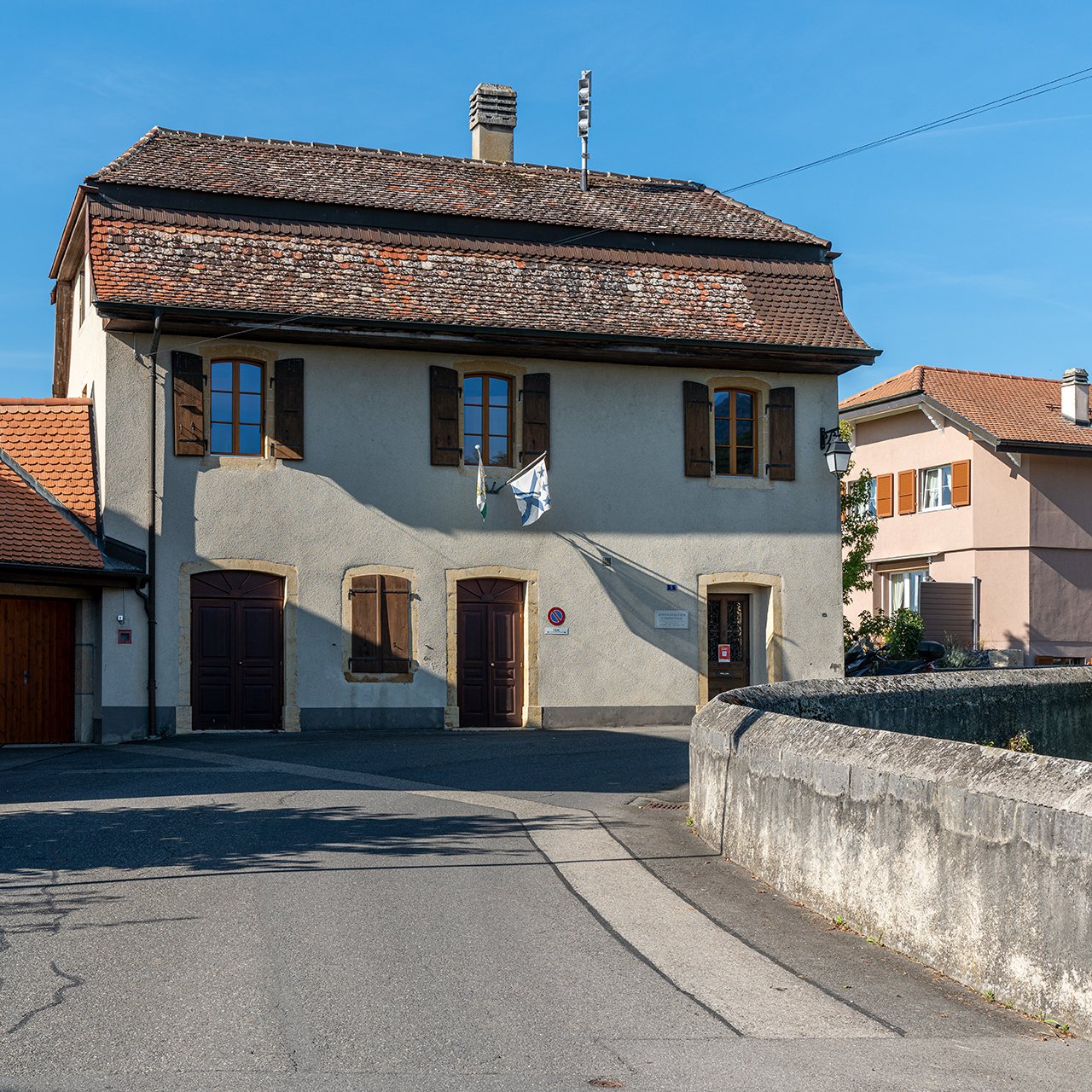
Obecní úřad
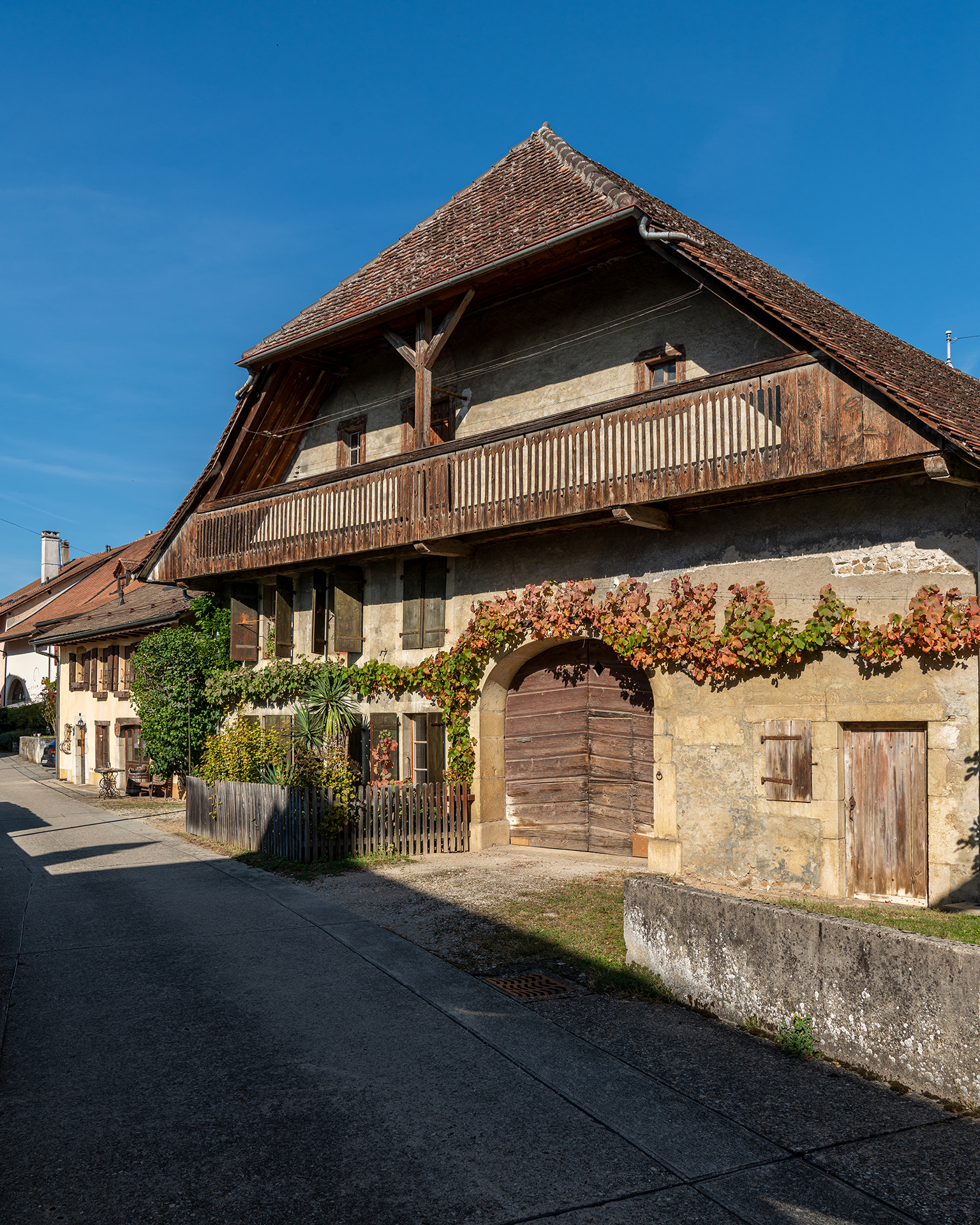
Bonvillars